# Plaisirs sexuels au pensionnat
Pour plus de détails, voir Fiche technique et Distribution.
Plaisirs sexuels au pensionnat (Slumber Party '57), ou Ça frime chez les minettes est un film américain produit, réalisé et coécrit par William A. Levey en 1976.

## Fiche technique
- Réalisateur, auteur de l'histoire originale et producteur exécutif : William A. Levey
- Production : Movie Machine, Athena Film Company, Cannon Group
- Producteur : John Ireland Jr.
- Scénario : Frank Farmer et William A. Levey
- Directeur de la photographie : Robert Caramico
- Musique : Miles Goodman

## Fiche artistique
- Janet Wood : Smitty
- Debra Winger : Debbie
- Cheryl Rainbeaux Smith : Sherry
- Noelle North : Angie
- Bridget Holloman : Bonnie May
- Mary Ann Appleseth : Jo Ann
- R.G. Armstrong : Silas
- Rafael Campos (en) : le drogué
- Larry Gelman : le voleur de chats
- Will Hutchins : Harold Perkins